# 왕전허
왕전허(王禎和, 1940년 10월 1일 ∼ 1990년 9월 3일)는 타이완의 가장 저명한 작가들 가운데 한 명이다.

## 생애
1940년 타이완 동부에 위치한 화롄(花蓮)에서 태어났다. 19세에 타이완대학 외국어문학과(臺灣大學 外文系)에 합격해 도시로 나가기 전까지 줄곧 고향에서 살았다. 대학 2학년 때 처녀작 ＜귀신·북풍·사람＞을 ≪현대문학≫ 잡지에 발표하면서 작가로 등단했다.
전후(戰後) 타이완대학 외문과는, 정부의 과도한 언론·출판·사상 통제와 국민당 정부가 강제로 주입하다시피 한 중화 문화 찬양 및 반공(反共) 문학 일색으로 황폐화된 타이완 문학계를 살리기 위해, 현재 타이완 사회의 실재를 반영한 작품, 그리고 문학 자체에 대한 탐구에 정진할 것을 주장하며 ≪문학잡지(文學雜誌)≫를 창간했다. ≪현대문학≫은 바로 이러한 스승들의 가르침을 이어받은 청년 세대가 창간한 문예 잡지였다. ≪현대문학≫은 1960년 3월에 창간되어 중간에 잠시 정간되었다가 1984년 5월에 폐간되었는데, 총 206편의 소설이 게재되었고 70여 명의 작가를 배출해, 전후 타이완 문학계에서 명실상부 중추적인 역할을 한 잡지라고 할 수 있다.
왕전허는 대학을 졸업하고, 고향으로 돌아와 화롄중학(花蓮中學)에서 영어를 가르치다가, 2년 뒤 캐세이퍼시픽(Cathay-pacific) 항공사에서 근무했다. 1969년에는 다시 TV 방송국에 입사했는데, 그는 특이하게도 학교에 적을 두거나 전업 작가로 활동하지 않고, 항공사와 방송국으로 이직하며 창작 활동을 했다. 방송국에 근무하면서부터는, 자신이 발표했던 소설들 중 일부를 TV 극본으로 고쳐 써 TV 단막극으로 만들기도 했고, 1972년에는 미국 아이오와(Iowa)대학의 초청을 받아, 타이완을 대표하는 작가로서 국제 작가 워크숍(International writers’ workshop)에 틈틈이 참여하기도 했다.
초기 대표작들 ＜귀신·북풍·사람＞(1961. 2), ＜어느 여름날＞(1961. 7), ＜즐거운 사람＞(1964. 10), ＜혼수로 받은 수레＞(1967. 3), ＜이제 다시는(永遠不再)＞(1969. 2) 등은 그러한 고향의 정취를 바탕으로 하고 있다. 특히 ＜혼수로 받은 수레＞는, 왕전허를 타이완 문학사에서 1960년대 향토문학을 대표하는 작가로 기억하게 한 대표작이자 많은 비평가들에게 회자되고 있는 작품이다. 이 작품은 ≪문학계간(文學季刊)≫이라는 잡지에 발표되었는데, 1966년 10월에 창간되어 1970년 2월에 정간된 이 잡지는, ≪문학잡지≫와 ≪현대문학≫에 대해 척박한 타이완 문단을 일군 선구자로서의 역할은 했으나 아카데믹한 환경에 둘러싸여 타이완 사회의 변화에 소극적인 역할을 한다고 비판적인 평가를 했던 문학 동인들이 만든 것이었다.
1960년대 중반에서 1970년대로 접어들면서, 화려한 도시 생활에서 목격하고 경험했던 씁쓸하고도 우스꽝스러운 사회 풍경을 주로 작품화했는데, ＜라이춘 아주머니의 쓸쓸한 가을＞(1966. 11), ＜호랑이 두 마리＞(1971. 12), ＜샤오린, 타이베이에 오다＞(1973. 10)를 예로 들 수 있다.
그런데 불행하게도 1979년 39세의 젊은 나이에 암에 걸려 오랜 기간 병마에 시달리게 되었다. 그 와중에 ＜샤오린, 타이베이에 오다＞의 모티브와 문제의식을 확장시켜 장편소설 ≪미인도(美人圖)≫(1982)와 ≪장미, 장미여, 사랑해(玫瑰, 玫瑰, 我愛伱)≫(1984)를 발표해 생애 두 번째로 문단에 센세이션을 일으키며, 향토 작가의 이미지에서 벗어나 타이완 문단의 대표적인 포스트모더니즘 작가로 거듭나게 되었다. 1987년에는 ＜어느 가수의 인생(人生歌王)＞, ＜종신대사(終身大事)＞ 등과 같은 중편을 몇 편 발표했지만, 1990년 결국 오랜 병마로 심장까지 약해져 51세의 나이로 생을 마감했다. 그의 사후에, 미완성 유고인 중편소설 ＜두 번의 사랑(兩地相思)＞(1993)이 ≪연합문학(聯合文學)≫ 제103기에 발표되었다.